# Pee-wee Herman
Pee-Wee Herman er en karakter fra børneserien: Pee-Wee's Playhouse, som spilles af Paul Reubens. Pee-Wee er en mand, der leger som et barn med sine venner, Stoller, Pterri, Globey, Conky, Magiske Skærm, Gulvor, Klokky, Frk Yvonne, Kongen af Tegnefilm, Mrs Rene, Cowboy Curtis, Randy og blomsterne. De laver sjove ting, som det hemmelige ord. Når nogen siger det hemmelige ord, skal alle råbe så højt de kan. Der er ingen der keder sig i legehuset, hvor der er tegnefilm, snacks og leg!
 Der er for få eller ingen kildehenvisninger i denne artikel, hvilket er et problem. Du kan hjælpe ved at angive troværdige kilder til de påstande, som fremføres i artiklen.